# Daniele De Rossi
Daniele De Rossi (ur. 24 lipca 1983 w Rzymie) – włoski piłkarz, który występował na pozycji środkowego pomocnika, trener. Jego pierwszym klubem w karierze był Ostia Mare, w którym trenował od 1997. W 2000 roku De Rossi został zawodnikiem zespołu AS Roma, a w 2001 roku został włączony do dorosłej kadry tej drużyny. Grając w drużynie AS Roma zdobył cztery wicemistrzostwa kraju oraz dwa razy zwyciężył w rozgrywkach Pucharu Włoch.
W 2004 roku razem z reprezentacją Włoch do lat 21 De Rossi zdobył mistrzostwo Europy juniorów. W tym samym roku wywalczył również brązowy medal igrzysk olimpijskich oraz zadebiutował w dorosłej reprezentacji Włoch. Razem z nią zdobył mistrzostwo świata (2006) i wicemistrzostwo Europy (2012), a także grał w ćwierćfinale Mistrzostw Europy 2008 i Mistrzostwach świata 2010.
De Rossi 27 września 2004 roku za zdobycie brązowego medalu na igrzyskach olimpijskich został odznaczony przez prezydenta Carla Azeglia Ciampiego Krzyżem Kawalerskim (V.kl.) Orderu Zasługi Republiki Włoskiej. 12 grudnia 2006 za wywalczenie mistrzostwa świata został natomiast odznaczony przez prezydenta Giorgia Napolitano Krzyżem Oficerskim (IV.kl.) tego orderu.
6 stycznia 2020 roku Daniele De Rossi ogłosił oficjalnie zakończenie swojej kariery piłkarskiej.

## Kariera klubowa

### Początki
Daniele De Rossi piłkarską karierę rozpoczął w 1997 roku w zespole Ostia Mare. W wieku siedemnastu lat trafił do rzymskiego klubu AS Roma, gdzie trenerem jednej z młodzieżowych drużyn był wówczas jego ojciec – Alberto. Młody piłkarz początkowo występował na pozycji napastnika, dopiero później zaczął być wystawiany na pozycji środkowego pomocnika. De Rossi stał się ważnym elementem młodzieżowego zespołu Romy, a wśród jego największych atutów wymieniało się dojrzałość w grze, siłę fizyczną, dobry przegląd pola oraz nieustępliwość.

### Pierwsze lata gry w Romie
W 2001 roku De Rossi został włączony do dorosłej kadry Romy i otrzymał koszulkę z numerem 27. W zespole zadebiutował 30 października w zremisowanym 1:1 meczu Ligi Mistrzów z Anderlechtem. W swoim pierwszym sezonie w barwach rzymskiej drużyny De Rossi wystąpił jeszcze w trzech innych spotkaniach, wszystkich rozegranych w ramach Pucharu Włoch, z którego Roma została wyeliminowana w ćwierćfinale. 25 stycznia 2003 roku w przegranym 0:2 pojedynku z Calcio Como włoski pomocnik zadebiutował w rozgrywkach Serie A. De Rossi zagrał także w trzech majowych meczach sezonu 2002/2003 z Regginą Calcio, Torino FC i Atalantą BC. W zwycięskim 3:1 spotkaniu przeciwko Torino w 55. minucie strzelił swoją pierwszą bramką dla Romy, a w przegranym 1:2 pojedynku z Atalantą również zdobył gola. Roma w Serie A zajęła ósme miejsce, natomiast w finale Pucharu Włoch przegrała dwumecz z Milanem. W sezonie 2003/2004 De Rossi wywalczył ze swoim zespołem wicemistrzostwo Włoch, dotarł także do ćwierćfinału Pucharu Włoch i ćwierćfinału Pucharu UEFA. W lidze rozegrał siedemnaście spotkań, w tym trzynaście razy wchodził na boisko z ławki rezerwowych. Do gry na środku pomocy trener Fabio Capello wystawiał najczęściej Oliviera Dacourta oraz Emersona, a rzadziej na tej pozycji grali również Damiano Tommasi i Gaetano D’Agostino.

### Sezon 2004/2005
Przed rozpoczęciem sezonu 2004/2005 na stanowisku trenera Romy Fabia Capella zastąpił Cesare Prandelli. De Rossi odejście Capello skomentował następująco:

Zawdzięczam mu wszystko. Czy jestem zaskoczony decyzją Capello? Nie pozwolę sobie na jego ocenę, nawet gdy powiem, że się tego nie spodziewałem. Pomimo tego, że jestem smutny odejściem Capello, praca z nowym trenerem będzie na pewno ekscytująca.

W sezonie 2004/2005 De Rossi wywalczył sobie miejsce w podstawowym składzie swojego klubu. Regularnie występował w wyjściowym składzie u wszystkich trenerów prowadzących Romę w tym sezonie – Rudiego Völlera, Luigiego Del Neriego oraz Bruna Contiego. Przed rozpoczęciem rozgrywek De Rossi przejął po Cristianie Chivu koszulkę z numerem 4. 28 września 2004 roku piłkarz zdobył bramkę dla Romy w przegranym 2:4 meczu Ligi Mistrzów z Realem Madryt. 3 października strzelił natomiast gola w pojedynku ligowym z Interem Mediolan, który zakończył się remisem 3:3. Podczas tego spotkania De Rossi sfaulował Obafemiego Martinsa, w efekcie czego Nigeryjczyk doznał kontuzji i musiał opuścić boisko. Po zakończeniu meczu, Włoch zadzwonił do rywala i przeprosił za swoje zachowanie. 14 października De Rossi przedłużył kontrakt ze swoim zespołem do czerwca 2009 roku. AS Roma została wyeliminowana z Ligi Mistrzów w rundzie grupowej, w której zajęła ostatnie miejsce. W sześciu pojedynkach uzbierała tylko jeden punkt i w tabeli została wyprzedzona przez Bayer 04 Leverkusen, Real Madryt oraz Dynamo Kijów. W meczu z Bayerem De Rossi został ukarany czerwoną kartką za faul na Jacku Krzynówku, a UEFA zdyskwalifikowała go na trzy spotkania. W Serie A Roma uplasowała się na ósmej pozycji, która nie zapewniła jej awansu do europejskich pucharów. Włoski klub dotarł jednak do finału Pucharu Włoch, w którym przegrał z Interem i dzięki temu uzyskał awans do przyszłorocznego Pucharu UEFA. De Rossi w sezonie 2004/2005 wystąpił w 30 ligowych pojedynkach, wszystkich w podstawowym składzie. Zanotował także pięć występów w Pucharze Włoch i trzy w Lidze Mistrzów. Podobnie jak w poprzednim sezonie, De Rossi w środku pomocy grywał najczęściej z Olivierem Dacourtem i Emersonem, a oprócz nich na tej pozycji występował również Alberto Aquilani. W 2005 roku chęć pozyskania De Rossiego wyraziły między innymi Manchester United i Real Madryt.

### Sezon 2005/2006
Przed rozpoczęciem sezonu 2005/2006 nowym trenerem Romy został Luciano Spalletti. Rzymski zespół rozpoczął ligowe rozgrywki od wygranej 3:0 z Regginą Calcio, a De Rossi zdobył jedną z bramek. Nowy szkoleniowiec drużyny od początku sezonu stosował ustawienie 4-5-1, w którym De Rossi pełnił rolę defensywnego pomocnika grającego najbliżej linii obrony. 19 marca 2006 roku w ligowym pojedynku z Messiną zawodnik doznał kontuzji kostki, która wyeliminowała go z gry na dwa tygodnie. 30 kwietnia 2006 roku De Rossi zdobył dwie bramki w zremisowanym 4:4 meczu Serie A z Chievo Werona. Roma w lidze zajęła piąte miejsce, jednak w wyniku afery Calciopoli została przesunięta na drugą lokatę i zdobyła wicemistrzostwo Włoch. De Rossi wystąpił w 34 spotkaniach Serie A i strzelił sześć goli. W krajowym pucharze zagrał w trzech pojedynkach, a Roma, tak jak przed rokiem, w finale przegrała z Interem. Włoch wystąpił również w siedmiu meczach Pucharu UEFA. Roma została z niego wyeliminowana w 1/8 finału przez Middlesbrough, z którym przegrała różnicą strzelonych goli na wyjeździe. Od sezonu 2005/2006 De Rossi zaczął występować z numerem 16 na koszulce.

### Sezon 2006/2007

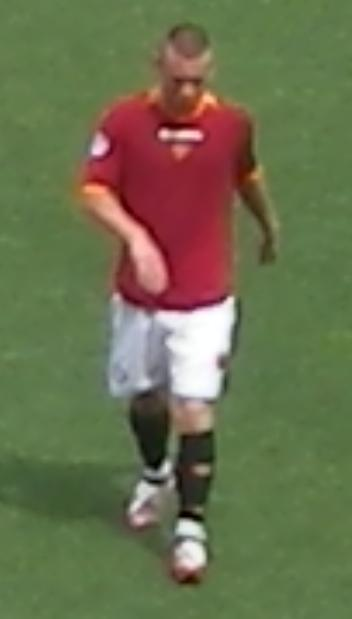
De Rossi w sezonie 2006/2007

Przed rozpoczęciem sezonu 2006/2007 zainteresowanie De Rossim po raz kolejny wykazywali działacze Realu Madryt, jednak kierownictwo Romy postanowiło nie sprzedawać swojego gracza. W sezonie 2006/2007 Roma zajęła w końcowej tabeli Serie A drugie miejsce i po raz drugi z rzędu wywalczyła wicemistrzostwo kraju. De Rossi wystąpił w 36 ligowych spotkaniach i strzelił dwa gole – w wygranym 2:0 meczu z AS Livorno Calcio i w zwycięskim 3:1 pojedynku przeciwko Fiorentinie. Roma została zwycięzcą Pucharu Włoch, w finale którego pokonała w dwumeczu 7:4 Inter Mediolan. Rzymski klub zwyciężył również w rozgrywkach o Superpuchar Włoch. W finałowym pojedynku pokonał 1:0 Inter, a jedynego gola zdobył z rzutu karnego De Rossi. W Lidze Mistrzów AS Roma dotarła do ćwierćfinału. Najpierw przebrnęła przez rundę grupową, gdzie zajęła drugie miejsce za Valencią. W 1/8 finału wyeliminowała Olympique Lyon, z którym najpierw zremisowała 0:0, a następnie zwyciężyła 2:0. W kolejnej rundzie Roma trafiła na Manchester United i w meczu na Stadio Olimpico pokonała rywali 2:1. W rewanżowym spotkaniu rozegranym na Old Trafford angielski zespół rozgromił Romę 7:1 ustanawiając tym samym nowy rekord Ligi Mistrzów. De Rossi strzelił w tym meczu honorowego gola dla klubu. Po meczu zawodnik przeprosił kibiców Romy za tę porażkę oraz podziękował za ich doping. Pod koniec sezonu De Rossi poinformował, że chciałby pozostać w Romie do zakończenia kariery. Podczas rozgrywek 2006/2007 Luciano Spalletti stosował ustawienie z dwoma defensywnymi pomocnikami, a najczęściej byli to De Rossi i David Pizarro. Włoch został wybrany najlepszym piłkarzem młodego pokolenia w Serie A w 2006 roku.

### Sezon 2007/2008
Podczas rozgrywek w sezonie 2007/2008 De Rossi tworzył najczęściej duet defensywnych pomocników razem z Alberto Aquilanim. 20 października 2007 roku w meczu Serie A przeciwko SSC Napoli strzelił jednego z goli dla swojego zespołu, a pojedynek zakończył się remisem 4:4. Następnie De Rossi zdobywał bramki w meczach ligowych z Livorno Calcio (remis 1:1) oraz z Calcio Catania (wygrana 2:0). 5 kwietnia 2008 roku zapewnił Romie zwycięstwo z Genoą, kiedy to w 81. minucie ustalił wynik spotkania na 3:2. Ostatniego gola w sezonie 2007/2008 strzelił 11 maja w zwycięskim 2:1 meczu przeciwko Atalancie BC. Roma trzeci raz z rzędu zdobyła wicemistrzostwo Włoch, po raz kolejny dając się wyprzedzić Interowi Mediolan. W finale Pucharu Włoch Roma powtórzyła wynik sprzed roku, pokonując mediolański klub 2:1. Również w finałowym spotkaniu Superpucharu Włoch Roma zmierzyła się z drużyną „Nerazzurrich”. Mecz zakończył się remisem 2:2, a w rzutach karnych 6:5 wygrał Inter. De Rossi strzelił jednego z goli dla swojej drużyny, zdobył też bramkę w serii rzutów karnych. W Lidze Mistrzów Roma ponownie dotarła do ćwierćfinału. W rundzie grupowej zajęła drugie miejsce za Manchesterem United, a w 1/8 finału dwukrotnie pokonała 2:1 Real Madryt. W ćwierćfinale znów trafiła na Manchester United, z którym najpierw przegrała 0:2, a następnie 0:1. W rewanżowym spotkaniu De Rossi nie wykorzystał rzutu karnego. 30 czerwca 2008 roku Włoch przedłużył kontrakt z Romą do 2012 roku i na mocy nowej umowy zarabia 7,2 miliona euro brutto na sezon.

### Sezon 2008/2009

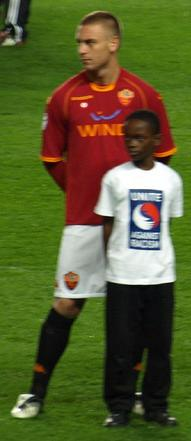
De Rossi w sezonie 2008/2009

W czwartej kolejce Serie A w sezonie 2008/2009 De Rossi strzelił honorowego gola dla swojej drużyny w przegranym 1:3 meczu z Genoą. Bramki zdobywał również w pojedynku 26. kolejki z Interem Mediolan (remis 3:3) oraz spotkaniu 31. kolejki przeciwko S.S. Lazio (przegrana 2:4). Z Pucharu Włoch Roma została wyeliminowana w ćwierćfinale przez Inter, z którym przegrała 1:2. W Lidze Mistrzów zajęła pierwsze miejsce w swojej grupie wyprzedzając kolejno Chelsea F.C., Girondins Bordeaux oraz CFR Cluj. W 1/8 finału Roma trafiła na Arsenal F.C. Na Emirates Stadium przegrała 0:1, natomiast na własnym boisku wygrała 1:0. Dogrywka nie przyniosła rozstrzygnięcia, a w serii rzutów karnych lepsi okazali się piłkarze Arsenalu, którzy zwyciężyli 7:6. De Rossi nie wystąpił w spotkaniu rewanżowym z powodu zawieszenia za żółte kartki.

### Statystyki
ostatnia aktualizacja: 24 lutego 2020
| Klub               | Sezon              | Liga  | Liga | Puchar | Puchar | Interkontynentalne | Interkontynentalne | Inne turnieje | Inne turnieje | Łącznie | Łącznie |
| Klub               | Sezon              | Mecze | Gole | Mecze  | Gole   | Mecze              | Gole               | Mecze         | Gole          | Mecze   | Gole    |
| ------------------ | ------------------ | ----- | ---- | ------ | ------ | ------------------ | ------------------ | ------------- | ------------- | ------- | ------- |
| AS Roma            | 2001/2002          | -     | -    | 3      | 0      | 1                  | 0                  | -             | -             | 4       | 0       |
| AS Roma            | 2002/2003          | 4     | 2    | 3      | 0      | -                  | -                  | -             | -             | 7       | 2       |
| AS Roma            | 2003/2004          | 17    | 0    | 4      | 0      | 6                  | 1                  | -             | -             | 27      | 1       |
| AS Roma            | 2004/2005          | 30    | 2    | 5      | 1      | 3                  | 1                  | -             | -             | 38      | 4       |
| AS Roma            | 2005/2006          | 34    | 6    | 3      | 0      | 7                  | 0                  | -             | -             | 44      | 6       |
| AS Roma            | 2006/2007          | 36    | 2    | 8      | 2      | 10                 | 2                  | 1             | 0             | 55      | 6       |
| AS Roma            | 2007/2008          | 34    | 5    | 6      | 0      | 10                 | 0                  | 1             | 1             | 51      | 6       |
| AS Roma            | 2008/2009          | 33    | 3    | 2      | 0      | 7                  | 0                  | 1             | 1             | 43      | 4       |
| AS Roma            | 2009/2010          | 33    | 7    | 4      | 1      | 12                 | 3                  | -             | -             | 49      | 11      |
| AS Roma            | 2010/2011          | 28    | 2    | 4      | 0      | 7                  | 1                  | 1             | 0             | 40      | 3       |
| AS Roma            | 2011/2012          | 32    | 4    | -      | -      | -                  | -                  | -             | -             | 32      | 4       |
| AS Roma            | 2012/2013          | 25    | 0    | 4      | 0      | -                  | -                  | -             | -             | 29      | 0       |
| AS Roma            | 2013/2014          | 32    | 1    | 4      | 0      | -                  | -                  | -             | -             | 36      | 1       |
| AS Roma            | 2014/2015          | 26    | 2    | 1      | 1      | 7                  | 0                  | -             | -             | 34      | 3       |
| AS Roma            | 2015/2016          | 24    | 1    | 1      | 0      | 6                  | 2                  | -             | -             | 31      | 3       |
| AS Roma            | 2016/2017          | 31    | 4    | 1      | 0      | 8                  | 1                  | -             | -             | 40      | 5       |
| AS Roma            | 2017/2018          | 22    | 1    | 0      | 0      | 10                 | 1                  | -             | -             | 32      | 2       |
| AS Roma            | 2018/2019          | 18    | 1    | 1      | 0      | 4                  | 1                  | -             | -             | 23      | 2       |
| AS Roma            | Łącznie            | 459   | 43   | 55     | 5      | 98                 | 13                 | 4             | 2             | 616     | 63      |
| Boca Juniors       | 2019/2020          | 5     | 0    | 1      | 1      | 1                  | 0                  | 0             | 0             | 7       | 1       |
| Łącznie w karierze | Łącznie w karierze | 464   | 43   | 56     | 6      | 99                 | 13                 | 4             | 2             | 623     | 64      |

## Kariera reprezentacyjna

### Drużyny juniorskie
20 listopada 2001 roku w wygranym 2:0 meczu przeciwko Białorusi De Rossi zadebiutował w reprezentacji Włoch do lat 19. Następnie wystąpił jeszcze w dwóch spotkaniach drużyny U-19 – przegranym 0:2 z Portugalią i zwycięskim 4:0 z Mołdawią. W zespole do lat 20 De Rossi po raz pierwszy wystąpił 27 marca 2002 roku, kiedy to Włosi wygrali 4:0 ze Szwajcarami. Łącznie rozegrał cztery mecze, oprócz spotkania ze Szwajcarią wystąpił również w pojedynkach Holandią (remis 0:0), Ukrainą (wygrana 2:0) i Brazylią (przegrana 0:2).

### Kadra U-21 i mistrzostwo Europy juniorów
5 września 2003 roku podczas wygranego 8:1 meczu z Walią De Rossi zadebiutował w reprezentacji Włoch U-21 i od razu stał się jej podstawowym zawodnikiem. W 2004 roku trener Claudio Gentile powołał go do kadry na mistrzostwa Europy w Niemczech. Na mistrzostwach Włosi trafili do grupy z Białorusią, Chorwacją oraz Serbią i Czarnogórą. „Azzurrini” z sześcioma punktami na koncie zajęli pierwsze miejsce w grupie i awansowali do półfinału, w którym wygrali 3:1 z Portugalią. W finale reprezentacja Włoch zmierzyła się z Serbami, których w rundzie grupowej pokonała 2:1. Tym razem Włosi również okazali się lepsi – zwyciężyli 3:0 i zdobyli tytuł Mistrzów Europy Juniorów. De Rossi na turnieju strzelił dwie bramki – w grupowym spotkaniu z Chorwacją oraz w meczu finałowym.

### Brązowy medal igrzysk olimpijskich
Dzięki zwycięstwu na Euro 2004 młodzieżowa reprezentacja Włoch wywalczyła sobie prawo startu w igrzyskach olimpijskich. W pierwszym meczu Włochów na turnieju piłkarskim zespół prowadzony przez trenera Gentile zremisował 2:2 z reprezentacją Ghany. W kolejnym spotkaniu „Squadra Azzura” pokonała 3:2 Japonię, a De Rossi strzelił pierwszego gola dla swojej drużyny. W ostatnim pojedynku rundy grupowej Włosi przegrali 0:1 z Paragwajem. Ostatecznie zajęli w grupie drugie miejsce i awansowali do kolejnej fazy rozgrywek. W ćwierćfinale reprezentacja Włoch pokonała po dogrywce 1:0 Mali, a decydującą bramkę zdobył Cesare Bovo. W półfinale „Squadra Azzura” przegrała 0:3 z Argentyną, a w meczu o trzecie miejsce po golu Alberto Gilardino wygrała 1:0 z Irakiem. De Rossi na olimpiadzie wystąpił w czterech spotkaniach – wszystkich trzech w rundzie grupowej oraz w półfinałowym meczu przeciwko Argentynie.

### Dorosła reprezentacja
W dorosłej reprezentacji Włoch De Rossi zadebiutował 4 września 2004 roku w meczu z Norwegią. Spotkanie zostało rozegrane na Stadio Renzo Barbera i było częścią eliminacji do mistrzostw świata. Włosi wygrali 2:1, a piłkarz Romy w czwartej minucie zdobył pierwszą bramkę dla swojej drużyny. De Rossi strzelił także gola w pojedynku z Białorusią, które zakończyło się wygraną „Squadra Azzura” 4:3. Reprezentacja Włoch w eliminacjach do mundialu zajęła w swojej grupie pierwsze miejsce i zapewniła sobie awans na mistrzostwa.

#### Mistrzostwa świata 2006
W maju 2006 roku Marcello Lippi powołał De Rossiego do kadry reprezentacji Włoch na mistrzostwa świata w Niemczech, co zawodnik skomentował następująco:

Kiedy Azzurri w 1982 po raz ostatni zdobyli tytuł najlepszej drużyny świata, mnie nie było jeszcze na świecie. Widziałem tylko urywki z tego spotkania i rozmawiałem na ten temat z Bruno Contim. Teraz sam się przekonam, co to znaczy zagrać na mundialu. Wygrać go byłoby czymś niesamowitym.

W pierwszym spotkaniu rundy grupowej Włosi wygrali 2:0 z Ghaną, De Rossi rozegrał pełne 90 minut i dostał żółtą kartkę. W drugim spotkaniu ze Stanami Zjednoczonymi (remis 1:1) Włoch w 28. minucie za uderzenie łokciem w twarz Briana McBride’a został ukarany czerwoną kartką. Na twarzy McBride’a pojawiła się krew i Amerykanin musiał na chwilę opuścić boisko. Po zakończeniu pojedynku De Rossi podszedł do McBride’a i przeprosił go za swoje zachowanie, a amerykański zawodnik nazwał go „człowiekiem z klasą”. Faul De Rossiego został mocno skrytykowany przez włoską prasę, między innymi przez La Gazzetta dello Sport oraz Tuttosport. Piłkarz Romy został jednak zdyskwalifikowany na cztery mecze oraz nałożono na niego karę dziesięciu tysięcy franków szwajcarskich. Pod nieobecność De Rossiego reprezentacja Włoch wygrała 2:0 z Czechami i ostatecznie zajęła w swojej grupie pierwsze miejsce. W 1/8 finału pokonała 1:0 Australię, w ćwierćfinale zwyciężyła 3:0 z Ukrainą, a w półfinale wygrała po dogrywce 2:0 z Niemcami. De Rossi do gry powrócił w finałowym pojedynku przeciwko Francji. Spotkanie to rozpoczął na ławce rezerwowych, a na placu gry pojawił się w 61. minucie zmieniając Francesca Tottiego. Regulaminowy czas gry zakończył się remisem 1:1, dogrywka również nie przyniosła zwycięzcy i musiały zostać rozegrane rzuty karne. Jedną z jedenastek wykorzystał De Rossi, a Włosi ostatecznie zwyciężyli w nich 5:3 i zostali mistrzami świata.

#### Euro 2008
Po zakończeniu mistrzostw świata De Rossi razem z drużyną narodową brał udział w eliminacjach do mistrzostw Europy. „Squadra Azzura” w swojej grupie zajęła pierwsze miejsce i zapewniła sobie awans na Euro 2008. Pod koniec maja 2008 roku Roberto Donadoni podał ostateczną kadrę na turniej w Austrii i Szwajcarii, w której znalazł się między innymi De Rossi. W pierwszym meczu rundy grupowej Włosi przegrali 0:3 z Holandią, a De Rossi całe spotkanie przesiedział na ławce rezerwowych. Pomocnik Romy wystąpił w kolejnym spotkaniu z Rumunią (remis 1:1), kiedy to rozegrał pełne 90 minut i w doliczonym czasie gry został ukarany żółtą kartką. Po dwóch pojedynkach grupowych „Squadra Azzura” miała na koncie jeden punkt i do awansu potrzebowała zwycięstwa w meczu z Francją. Drużyna prowadzona przez Donadoniego wygrała ostatecznie z „Trójkolorowymi” 2:0, drugą bramkę strzelił De Rossi, który w głosowaniu kibiców na oficjalnej stronie UEFA został uznany najlepszym graczem spotkania. Reprezentacja Włoch zajęła w swojej grupie drugie miejsce i awansowała do ćwierćfinału. „Squadra Azzura” przegrała po rzutach karnych 2:4 Hiszpanami i została wyeliminowana z turnieju. Jedenastka wykonywana przez De Rossiego została obroniona przez Ikera Casillasa. Hiszpanie pokonali następnie Rosję oraz Niemcy i zdobyli tytuł mistrzów Europy.

#### Eliminacje do mistrzostw świata 2010
Po odpadnięciu z Euro 2008 na stanowisku szkoleniowca reprezentacji Włoch powrócił Marcello Lippi. De Rossi w jednym z wywiadów wyraził swoją wdzięczność Lippiemu:

Jeśli naprawdę Donadoni musiał odejść, to dobrze, że wrócił Lippi. Jest to człowiek, który pokierował moją karierą reprezentacyjną, za co jestem mu niezwykle wdzięczny. Jestem mu wdzięczny za to, że wierzył we mnie i pokazał, jak walczyć na boisku.

Od początku eliminacji do mistrzostw świata 2010 zawodnik Romy stał się podstawowym zawodnikiem drużyny narodowej. 11 października strzelił oba gole w wygranym 2:0 meczu z Gruzją, które zadedykował zamordowanemu dwa miesiące temu teściowi. W 2009 roku Marcello Lippi powołał De Rossiego do kadry na Puchar Konfederacji, udział w którym Włosi zakończyli na rundzie grupowej.

#### Mundial 2010
1 czerwca 2010 Marcello Lippi powołał De Rossiego do kadry na Mistrzostwa Świata w RPA. W pierwszym meczu turnieju z Paragwajem Włoch razem z Fabio Cannavaro nie pokrył Antolína Alcaraza, który uderzeniem głową wyprowadził Paragwajczyków na prowadzenie. Następnie De Rossi doprowadził do remisu wykorzystując dośrodkowanie z rzutu rożnego Simone Pepe i ustalił wynik pojedynku na 1:1. W drugim spotkaniu rundy grupowej przeciwko Nowej Zelandii (1:1) po faulu na De Rossim sędzia podyktował rzut karny, który wykorzystał Vincenzo Iaquinta. W ostatnim pojedynku w grupie przeciwko Słowacji po błędzie De Rossiego rywale strzelili bramkę na 1:0, a cały mecz zakończył się przegraną Włochów 2:3 i odpadnięciem z mistrzostw.

#### Reprezentacja prowadzona przez Prandellego

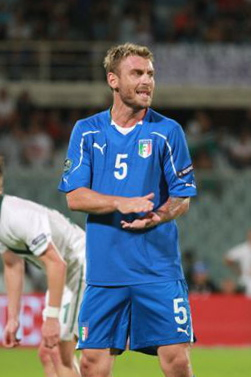
De Rossi w barwach reprezentacji Włoch (05.09.2011)

Po mistrzostwach nowym selekcjonerem Włochów został Cesare Prandelli. W jego debiucie na stanowisku trenera, 10 sierpnia 2010 Włosi przegrali w towarzyskim meczu z WKS 0:1, a De Rossi rozegrał pełne 90 minut. 3 września gracz Romy wystąpił wygranym 2:1 pierwszym meczu eliminacji do Euro 2012 z Estonią i również grał przez 90 minut. 4 dni później strzelił bramkę w zwycięskim 5:0 spotkaniu z Wyspami Owczymi. Na Mistrzostwach Europy w 2012 zajął wraz z reprezentacją Włoch drugie miejsce.

#### Gole w reprezentacji
ostatnia aktualizacja: 24 lutego 2020
| #   | Data       | Miasto    | Rywal             | Wynik | Minuta | Rozgrywki                |
| --- | ---------- | --------- | ----------------- | ----- | ------ | ------------------------ |
| 1.  | 04.09.2004 | Palermo   | Norwegia          | 2:1   | 4′     | eliminacje do MŚ 2006    |
| 2.  | 13.10.2004 | Parma     | Białoruś          | 4:3   | 33′    | eliminacje do MŚ 2006    |
| 3.  | 01.03.2006 | Florencja | Niemcy            | 4:1   | 39′    | mecz towarzyski          |
| 4.  | 11.10.2006 | Tbilisi   | Gruzja            | 3:1   | 17′    | eliminacje do Euro 2008  |
| 5.  | 17.06.2008 | Zurych    | Francja           | 2:0   | 62′    | Euro 2008                |
| 6.  | 10.09.2008 | Udine     | Gruzja            | 2:0   | 16′    | eliminacje do MŚ 2010    |
| 7.  | 10.09.2008 | Udine     | Gruzja            | 2:0   | 90′    | eliminacje do MŚ 2010    |
| 8.  | 15.06.2009 | Pretoria  | Stany Zjednoczone | 3:1   | 72′    | Puchar Konfederacji 2009 |
| 9.  | 14.06.2010 | Kapsztad  | Paragwaj          | 1:1   | 63′    | MŚ 2010                  |
| 10. | 07.09.2010 | Florencja | Wyspy Owcze       | 5:0   | 22′    | eliminacje do Euro 2012  |
| 11. | 15.08.2012 | Berno     | Anglia            | 1:2   | 15′    | mecz towarzyski          |
| 12. | 12.10.2012 | Erywań    | Armenia           | 3:1   | 64′    | eliminacje do MŚ 2014    |
| 13. | 16.10.2012 | Mediolan  | Dania             | 3:1   | 37′    | eliminacje do MŚ 2014    |
| 14. | 21.03.2013 | Genewa    | Brazylia          | 2:2   | 54′    | mecz towarzyski          |
| 15. | 20.06.2013 | Recife    | Japonia           | 4:3   | 41′    | Puchar Konfederacji 2013 |
| 16. | 04.09.2014 | Bari      | Holandia          | 2:0   | 10′    | mecz towarzyski          |
| 17. | 06.09.2015 | Palermo   | Bułgaria          | 1:0   | 6′     | Eliminacje do Euro 2016  |
| 18. | 06.06.2016 | Werona    | Finlandia         | 2:0   | 71′    | mecz towarzyski          |
| 19. | 06.10.2016 | Turyn     | Hiszpania         | 1:1   | 82′    | eliminacje do MŚ 2018    |
| 20. | 24.03.2017 | Palermo   | Albania           | 2:0   | 12′    | eliminacje do MŚ 2018    |
| 21. | 07.06.2017 | Nicea     | Urugwaj           | 3:0   | 92′    | mecz towarzyski          |

## Kariera trenerska
18 marca 2021 r. De Rossi został przedstawiony jako nowy asystent Roberto Manciniego w reprezentacji Włoch. 11 lipca 2021 r. Włochy wygrały UEFA Euro 2020 po rzutach karnych z Anglią.

### SPAL
11 października 2022 roku De Rossi został nowym menadżerem drużyny SPAL  grającej w Serie B. Został zwolniony 14 lutego 2023 roku.

### AS Roma
W dniu 16 stycznia 2024 r. De Rossi został mianowany głównym trenerem Romy do końca sezonu po zwolnieniu José Mourinho.  De Rossi poprowadził Romę do półfinału Ligi Europy UEFA 2023–24, gdzie został wyeliminowany  w dwumeczu z Bayerem Leverkusen 4:2.  W czerwcu 2024 r. Roma ogłosiła, że przedłużyła kontrakt De Rossiego do 2027 r. 
18 września 2024 roku, po niepowodzeniu w pierwszych czterech meczach sezonu, AS Roma ogłosiła zwolnienie De Rossiego z obowiązków menadżerskich.

## Nagrody i wyróżnienia

### AS Roma
- Puchar Włoch: 2006/2007, 2007/2008
- Superpuchar Włoch: 2007
- Wicemistrzostwo Włoch: 2003/2004, 2005/2006, 2006/2007, 2007/2008
- Finał Pucharu Włoch: 2004/2005, 2005/2006

### Boca Juniors
- Mistrzostwo Argentyny: 2019/2020[91]

### Reprezentacja
- Mistrzostwo świata: 2006
- Wicemistrzostwo Europy: 2012
- 3. miejsce w Pucharze Konfederacji: 2013
- 3. miejsce na Letnich Igrzyskach Olimpijskich: 2004
- Mistrzostwo Europy U-21: 2004

### Indywidualne
- Najlepszy młody piłkarz w Serie A: 2006
- Najlepszy włoski piłkarz w Serie A: 2009
- Sportowiec roku we Włoszech: 2010
- Drużyna turnieju Mistrzostw Europy: 2012

### Ordery
Krzyż Oficerski Orderu Zasługi Republiki Włoskiej
– 12 grudnia 2006 roku. Odznaczony przez prezydenta Giorgia Napolitano.
 Krzyż Kawalerski Orderu Zasługi Republiki Włoskiej
– 27 września 2004 roku. Odznaczony przez prezydenta Carla Azeglia Ciampiego.

## Styl gry
De Rossi jest prawonożny. Po przybyciu do AS Roma wyróżniał się dojrzałością w grze, siłą fizyczną, dobrym przeglądem pola oraz nieustępliwością. Włoch stał się podstawowym zawodnikiem swojego zespołu i mimo młodego wieku jedną z jego największą gwiazd. Jest porównywany do takich zawodników jak Andrea Pirlo i Gennaro Gattuso. Trener Arsenalu Londyn – Arsène Wenger w jednym z wywiadów powiedział, że De Rossi jest bardzo dobrze wyszkolony technicznie, gra bardzo inteligentnie i ma świetną celność. Kolega klubowy Włocha – Júlio Baptista nazwał go klasowym graczem i jednym z najlepszych pomocników na świecie. De Rossi jest piłkarzem o mentalności wojownika, ma dobrą kontrolę nad piłką. Jest uważany za silnego gracza, który radzi sobie dobrze zarówno w akcjach defensywnych, jak i ofensywnych, przez co często jest porównywany do Stevena Gerrarda. Ma bardzo silne i precyzyjne strzały z dystansu i często zdobywa gole uderzeniami zza pola karnego. De Rossi jest uważany za jednego z najlepszych pomocników na świecie również przez byłego jugosłowiańskiego piłkarza – Predraga Mijatovica.

## Życie prywatne
Ojciec De Rossiego – Alberto również był piłkarzem, występował podobnie jak jego syn w AS Roma, był również trenerem młodzieżowej drużyny tego klubu. 16 czerwca 2005 roku De Rossiemu urodziła się córka Gaia. 18 maja 2006 roku włoski zawodnik wziął ślub z matką dziewczynki – Tamarą Pisnoli. Na początku 2009 roku para rozstała się. Rok wcześniej porwano, a następnie zamordowano teścia piłkarza. Gracz Romy zadedykował mu dwa gole strzelone w meczu reprezentacji Włoch z Gruzją:

Chyba po raz pierwszy w karierze w jednym meczu strzeliłem dwie bramki. Dedykuję je mojemu teściowi, którego już nie ma wśród nas. Taki wieczór jak ten przepędza wszystkie smutki. To nie był dla mnie najlepszy czas. Podobnie jak dla całej mojej rodziny.

Najlepszym przyjacielem De Rossiego jest były trener i zawodnik Juventusu Turyn – Andrea Pirlo.